# Герда Памлер
 Герда Памлер (рођена 1958) је немачка бивша параолимпијска алпска скијашица и уметница. Такмичила се на Зимским параолимпијским играма 1992, 1994 . и 1998 . Освојила је шест медаља, две златне, три сребрне и једну бронзану.
Године 1986. повређена је у несрећи на скијању. Своје ручне бициклистичке туре објављује на алпенвереинактив.

## Каријера
Изабрана је у параолимпијску репрезентацију Немачке за учешће на три зимске Параолимпијске игре, 1992, 1994. и 1998. године.
На Зимским параолимпијским играма 1992. у Албертвилу, Памлер је освојио злато у трци слалома ЛВ 10/11 (у времену 2:03,83). Освојила је две сребрне медаље: у супервелеслалу (за 1:34,48, иза Саре Вил за 1:27,66, испред треће Тошико Гуно за 1:48,89); и низбрдо (са временом 1:31,09), иза Саре Вил за 1:24,08, а испред Кендис Кејбл за 1:37,02.
Памлер се такмичила на Зимским Параолимпијским играма 1998. у Нагану, али је дисквалификована.